# Timo Rautiainen (musicista)
Timo Aulis Rautiainen (Sulkava, 25 gennaio 1963) è un cantante e chitarrista finlandese, militante nei Timo Rautiainen & Trio Niskalaukaus ed ex-membro dei Lyijykomppania.

## Discografia

### Album
- Sarvivuori (The Horn Mountain) - 2006
- Loppuun ajettu (Used to the End) - 2007
- En oo keittäny enkä myyny (I Haven't Made, Neither Sold Booze) - 2010

### Singoli ed EP
- Punainen viiva (The Red Line) - 2006
- Sinulle - 2006
- Uskonnonpastori - 2006
- Outolintu - (Strangebird) 2007
- Rööperi - 2008
- Bacchuksen tiellä - 2010